# Erich Zanns musik
Erich Zanns musik (originaltitel: "The Music of Erich Zann") är en kort skräcknovell av H. P. Lovecraft.
Novellen skrevs 1921 och publicerades 1925 i tidningen Weird Tales. 1975 publicerade Wahlström en svensk översättning av novellen.
Den handlar i korthet om en man som skaffar en våning i ett hus där en mystisk stum gammal knäfiolspelare är bosatt, vilkens underliga musik som hörs på kvällarna frestar honom att söka kontakt med den gamle. Detta leder i sin tur till fruktansvärdheter.